# برات آند ويتني تي إف 30
برات آند ويتني تي إف 30 (بالإنجليزية: Pratt & Whitney TF30)‏ تسمية الشركة (JTF10A): محرك توربيني مروحي نفاث ذو التفافية منخفضة، ذو حراق لاحق مخصص للاستخدام العسكري. صمم أصلا بواسطة شركة برات آند ويتني للطائرة الأسرع من الصوت (F6D Missileer) والذي تم إلغاء مشروعها لاحقا. تم تكييف وتغيير المحرك لاحقا مع حراق لاحق للتصاميم الأسرع من الصوت، وهذا النموذج كان أول إنتاج في العالم لمحرك تروبيني مروحي مع حراق لاحق، واستخدم المحرك لدفع طائرات إف-111 آردفارك وإف-14 توم كات، كذلك تم استخدامها في الإصدارات المبكرة من طائرة إيه-7 كورسير ولكن بدون حراق لاحق. وكانت أول رحلة لمحرك تي إف 30 في عام 1964، واستمر إنتاج المحرك حتى عام 1986.

## معرض صور

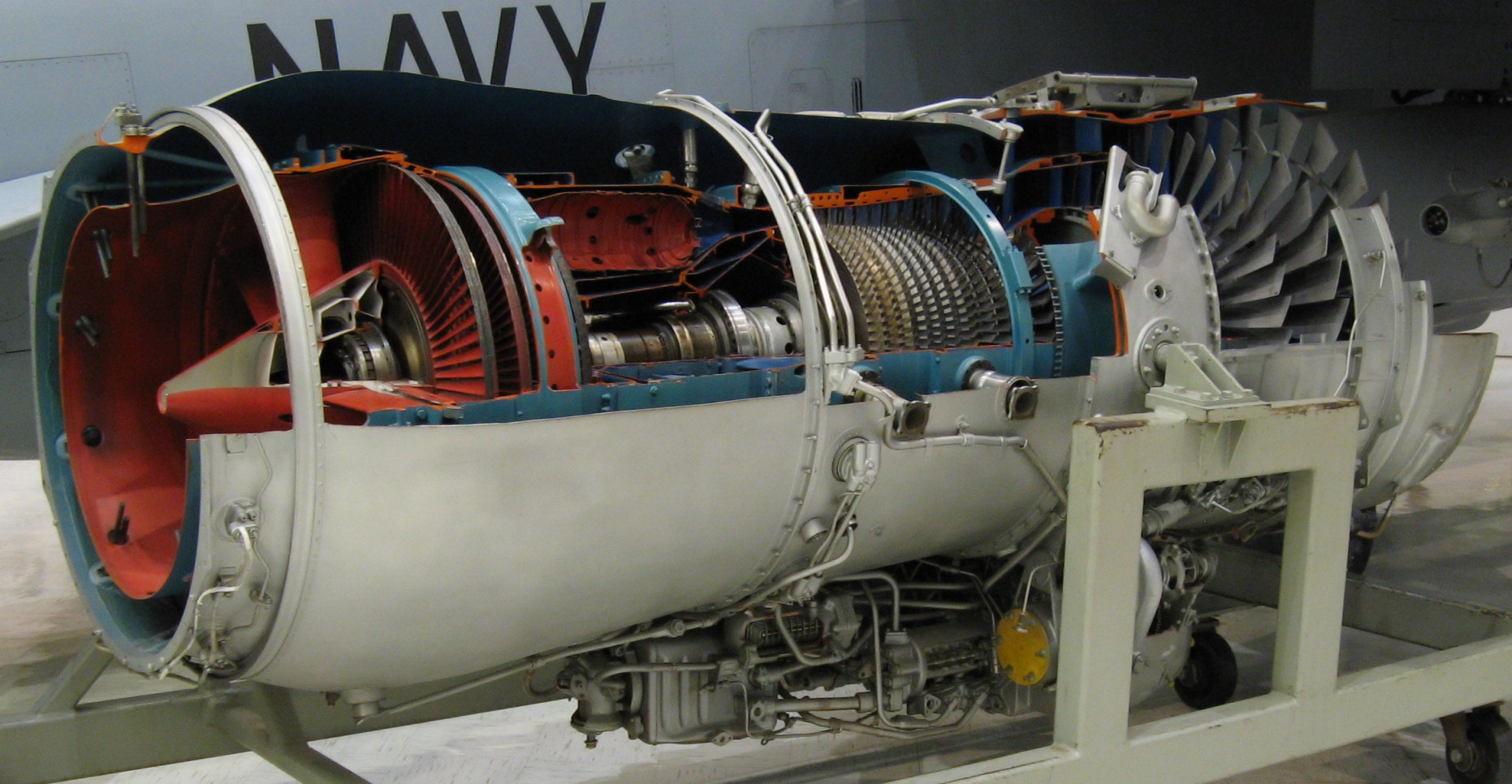
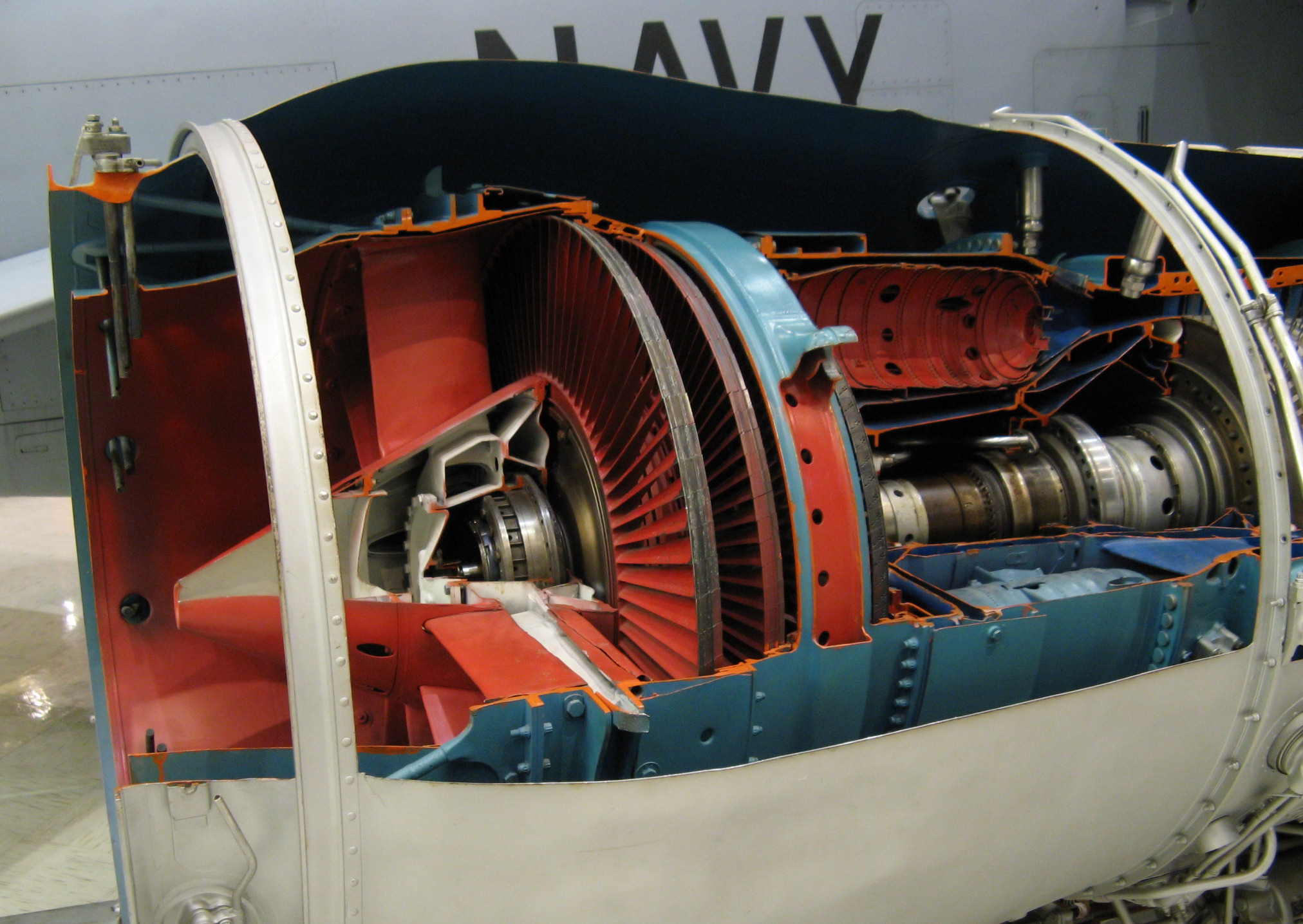
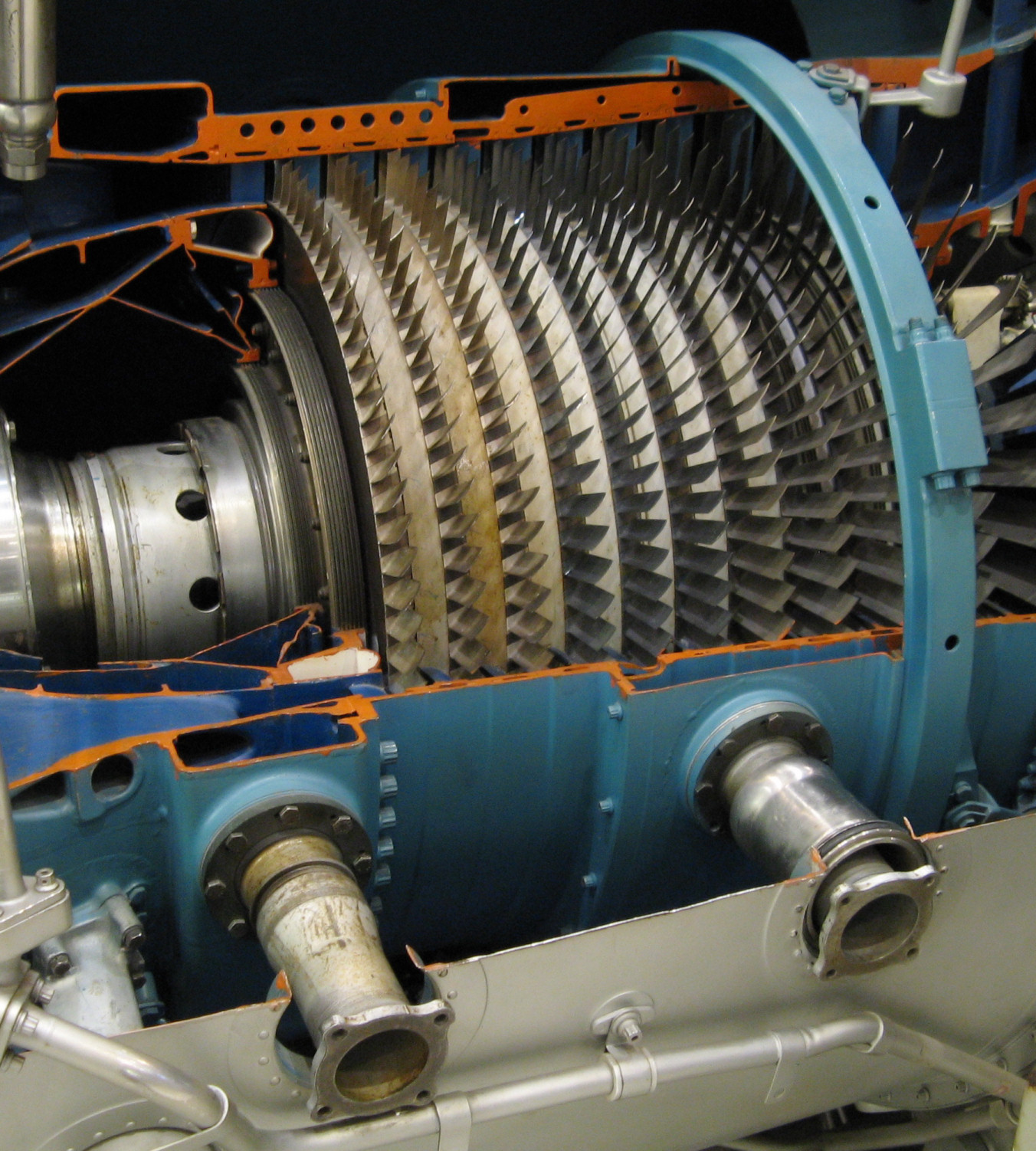
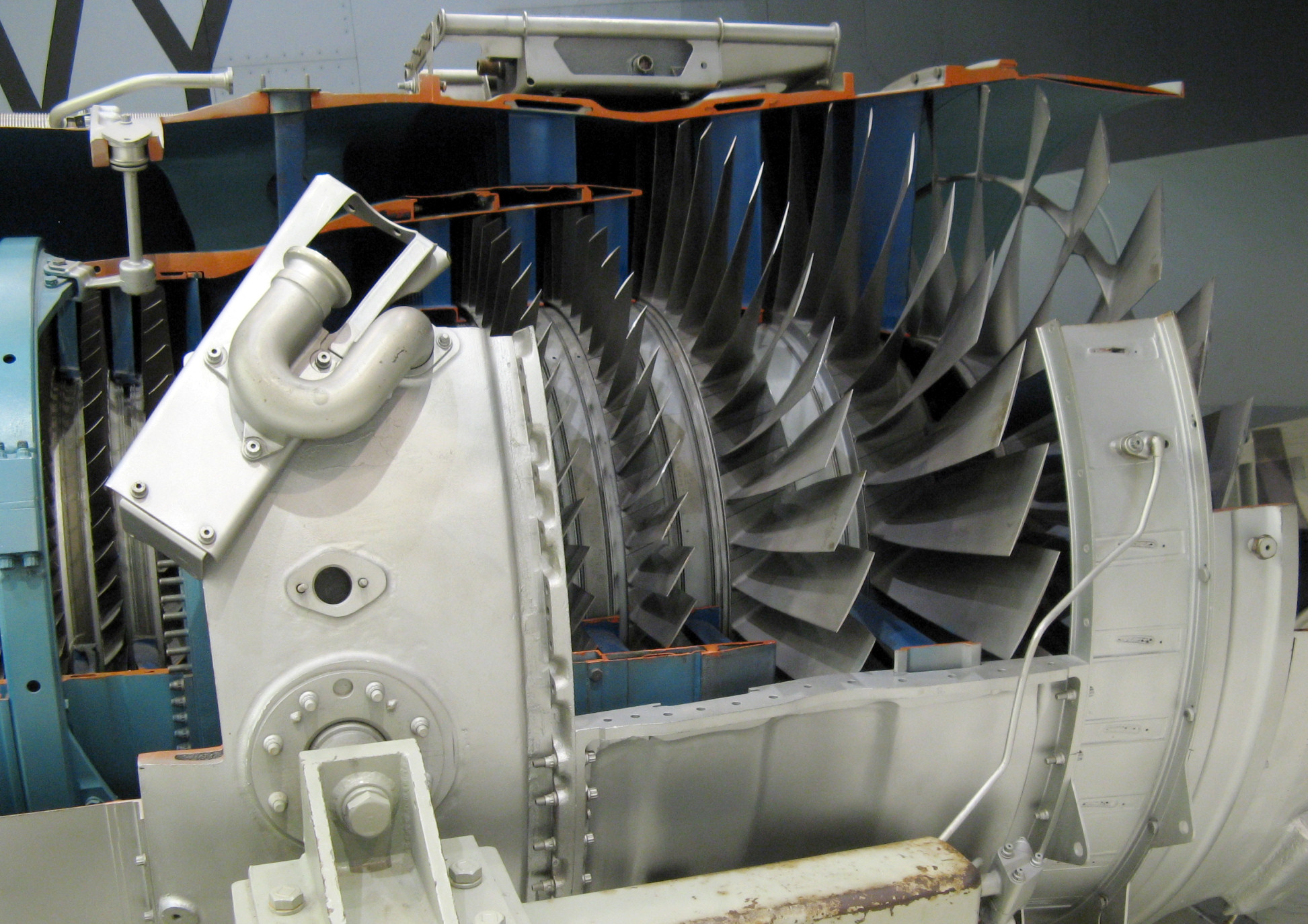
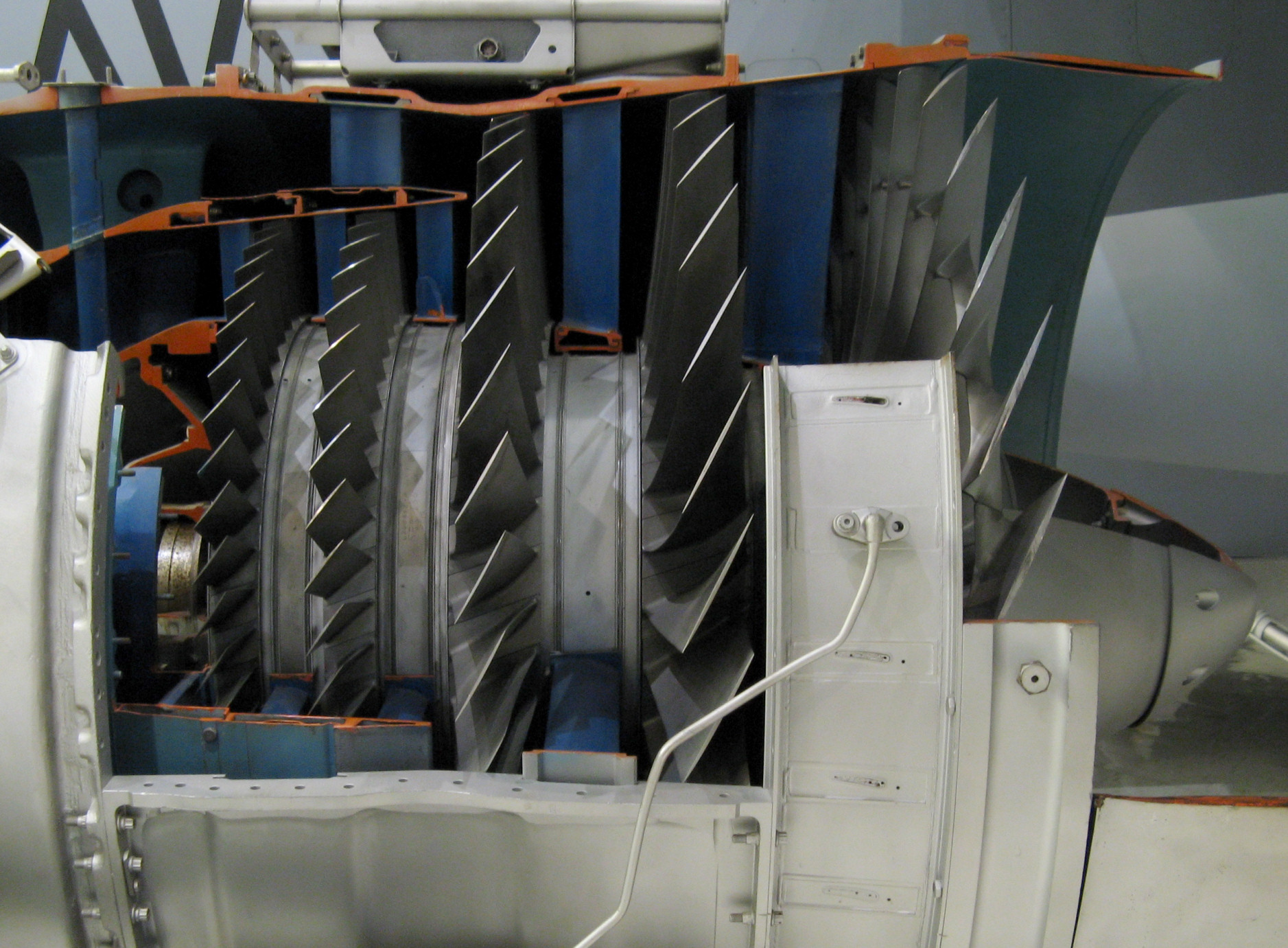

## قوائم ذات صلة
- قائمة محركات الطائرات